# Kasota, Minnesota
Kasota là một thành phố thuộc quận Le Sueur, tiểu bang Minnesota, Hoa Kỳ. Năm 2010, dân số của thành phố này là 675 người.

## Dân số
- Dân số năm 2000: 680 người.
- Dân số năm 2010: 675 người.